# معیارهای توافق‌شده برای حفاظت گیاگان و زیاگان جنوبگان
معیارها برای حفاظت از گیاهان و جانوران جنوبگان مجموعه‌ای از معیارهای توافق‌شده در سومین مجمع شورای مشورتی پیمان جنوبگان است که در ژوئن ۱۹۶۴ در بروکسل بلژیک به صورت "توصیه‌نامه هشتم" ارائه شد. این توافق، بخشی از سیستم پیمان جنوبگان است اما از سال ۲۰۱۱ دیگر به اجرا در نمی‌آید. هدف این توافق همکاری بین‌المللی بیشتر در غالب پیمان جنوبگان برای دستیابی و بهبود عملکرد حفاظت، مطالعات علمی و استفاده منطقی از گیاهان و جانوران بومی جنوبگان است.

## اعضا
فهرست اعضا که این پیمان را در داخل کشور خود تصویب کرده و به اجرا گذاشتند یا آنرا تصویب نکرده و اجرا نمی‌کردند به شرح زیر است:
| کشور                | تاریخ          | لزوم به اجرا |
| ------------------- | -------------- | ------------ |
| آرژانتین            | ۳ سپتامبر ۱۹۶۵ | دارد         |
| استرالیا            | ۲ سپتامبر ۱۹۶۴ | دارد         |
| بلژیک               | ۷ دسامبر ۱۹۶۴  | دارد         |
| برزیل               | ۲۷ اکتبر ۱۹۸۶  | ندارد        |
| شیلی                | ۲۶ فوریه ۱۹۶۵  | دارد         |
| چین                 | ۱۱ دسامبر ۱۹۸۵ | ندارد        |
| فرانسه              | ۱۷ مارس ۱۹۶۵   | دارد         |
| آلمان               | ۱۷ فوریه ۱۹۸۱  | ندارد        |
| هند                 | ۷ مارس ۱۹۸۸    | ندارد        |
| ایتالیا             | ۲۲ آوریل ۱۹۸۷  | ندارد        |
| ژاپن                | ۱۹ ژانویه ۱۹۶۵ | دارد         |
| کره (کشور)          | ۱۰ مه ۱۹۹۵     | ندارد        |
| نیوزیلند            | ۱ دسامبر ۱۹۶۴  | دارد         |
| نروژ                | ۱ دسامبر ۱۹۶۵  | دارد         |
| لهستان              | ۱۱ ژوئیه ۱۹۷۷  | ندارد        |
| اتحاد جماهیر شوروی  | ۲۰ فوریه ۱۹۶۵  | دارد         |
| آفریقای جنوبی       | ۵ اکتبر ۱۹۶۴   | دارد         |
| اسپانیا             | ۸ آوریل ۱۹۸۸   | ندارد        |
| بریتانیا            | ۴ دسامبر ۱۹۶۴  | دارد         |
| ایالات متحده آمریکا | ۲۷ ژوئیه ۱۹۶۶  | دارد         |
| اروگوئه             | ۱۰ اکتبر ۱۹۸۹  | ندارد        |